# Веспиньяни, Вирджинио
Вирджинио Веспиньяни (итал. Virginio Vespignani, 12 февраля 1808, Рим — 4 декабря 1882, Рим) — итальянский архитектор.
Веспиньяни родился в Риме. Ученик архитектора Луиджи Полетти, под влиянием учителя проникся идеями римского неоклассицизма. Помогал гравёру и архитектору Луиджи Россини формировать альбомы гравюр с видами архитектурных памятников древних Помпей и Рима (полное издание 101 гравюры «ин-фолио» осуществлено в Риме в 1825 году). Веспиньяни также сотрудничал с ирландским живописцем, путешественником и археологом-любителем Эдвардом Додуэллом в издании видов древних городов Греции и Италии (Лондон, 1821—1834.

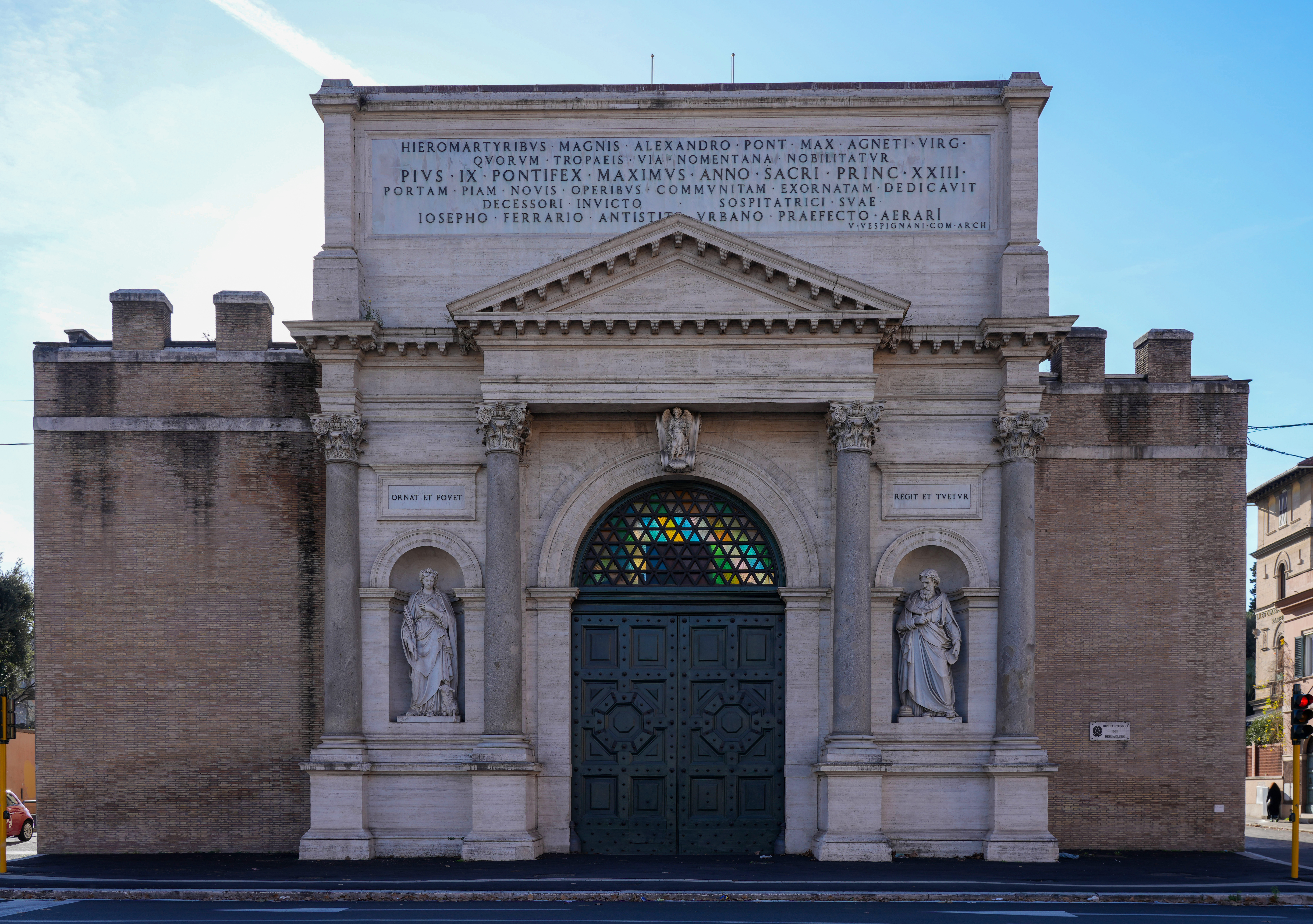
Порта Пиа. Северо-восточный фасад. 1868—1869. Архитектор В. Веспиньяни

В 1850 году В. Веспиньяни построил неоклассическую купольную церковь Сантуарио делла Мадонна дель Аркетто в Палаццо Мути на площади Санти-Апостоли в Риме. Некоторое время он работал папским архитектором. В 1868—1869 годах Веспиньяни создал новый, северо-восточный фасад Порта Пиа (противоположный, юго-западный фасад ранее построен по проекту Микеланджело).

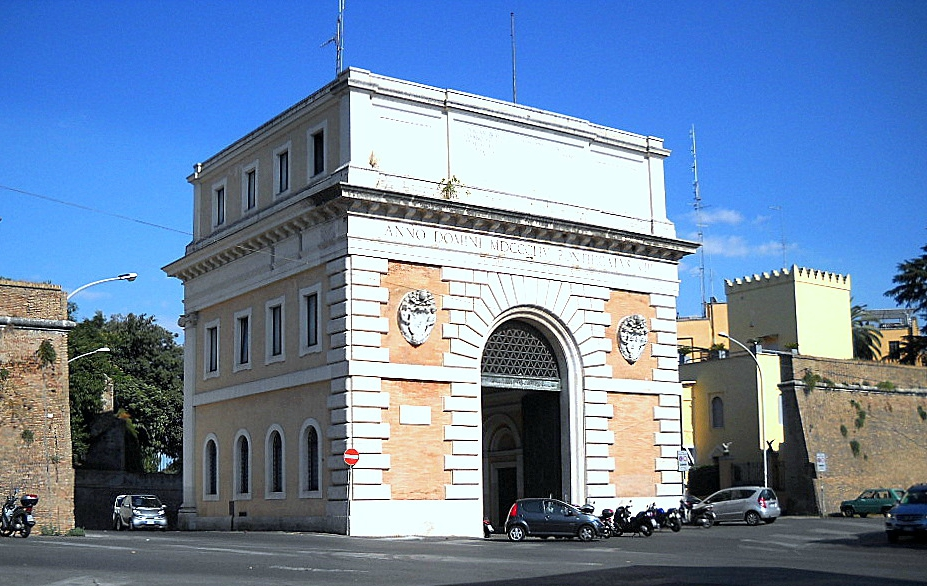
Порта Сан-Панкрацио на Яникуле. 1868. Архитектор В. Веспиньяни

Веспиньяни в 1868 году построил в неоклассическом стиле Порта Сан-Панкрацио (Porta San Pancrazio) на Яникульском холме, руководил восстановительными работами в базиликах Санта-Мария-Маджоре и Сан-Лоренцо-фуори-ле-Мура. Он также был одним из многих участников реконструкции и в 1869 году стал главным архитектором базилики Сан-Паоло-фуори-ле-Мура.
Веспиньяни был профессором архитектуры и президентом Академии Святого Луки в Риме, восстанавливал папский дворец в Анцио, участвовал в планировке римского кладбища Кампо Верано, в проектировании Палаццо Чино Феррари и церкви Санта-Мария-ин-Капраника в Чепрано (Лацио). Он помогал проектировать театры Орвието и Витербо. Веспиньяни отвечал за организацию пиротехнических зрелищ и постановок фестивалей в Кастель-Сант-Анджело. Он работал над восстановлением церкви Сан-Лоренцо-ин-Дамазо. Был посвящён в рыцари Ордена Сан-Сильвестро, Ордена Христа Португалии. Получил мексиканский Орден Гуадалупе, медаль австрийского императора Франца Иосифа, Карла Третьего из Испании. В 1855 году муниципалитет Рима наградил Вирджинио Веспиньяни золотой медалью за работу во время эпидемии холеры.